# Lake Preston
Lake Preston é uma cidade localizada no estado norte-americano de Dacota do Sul, no Condado de Kingsbury.

## Demografia
Segundo o censo norte-americano de 2000, a sua população era de 737 habitantes.
Em 2006, foi estimada uma população de 666, um decréscimo de 71 (-9.6%).

## Geografia
De acordo com o United States Census Bureau tem uma área de
1,9 km², dos quais 1,9 km² cobertos por terra e 0,0 km² cobertos por água.

## Localidades na vizinhança
O diagrama seguinte representa as localidades num raio de 20 km ao redor de Lake Preston.